# 제이미 에버솔드
제이미 에버솔드(영어: Jamey Aebersold, 1939년 7월 21일~)는 미국의 재즈 색소폰 연주가이자 음악 교육가이다. 1967년에 출판된 "플레이 어 롱"(Play-A-Long) 시리즈 서적과 CD들은 코드 스케일 방식을 이용하였고, 재즈 교육의 기본 바탕이 되었다.